# السرب الشرقية (الرقة)
السرب الشرقية قرية سورية تتبع ناحية سلوك في منطقة تل أبيض في محافظة الرقة. بلغ عدد سكانها 69 نسمة في عام 2004 حسب إحصاء المكتب المركزي للإحصاء.